# Tangara velia
Tangara velia là một loài chim trong họ Thraupidae.